# Nord bei Nordwest – Waidmannsheil
Nord bei Nordwest – Waidmannsheil ist ein deutscher Fernsehfilm von Felix Herzogenrath aus dem Jahr 2018. Es handelt sich um die sechste Folge der ARD-Kriminalfilmreihe Nord bei Nordwest mit Hinnerk Schönemann und Henny Reents in den Hauptrollen.

## Handlung
Während eines Strandspaziergangs von Hauke Jacobs und Jule Christiansen zielt Bauer Benedikt von einem Hochsitz am Waldrand aus auf Hauke Jacobs’ Hund Holly, wird aber selbst von einem Unbekannten angeschossen und lebensgefährlich verletzt. Hauke leistet sofort Erste Hilfe. Benedikt wird im Krankenhaus in ein künstliches Koma versetzt, sodass eine Befragung erst einmal nicht möglich ist.
Lona Vogt, die die Ermittlungen aufnimmt, und Hauke fahren zum Hof, um den drei dort lebenden Kindern (ein Sohn, zwei Töchter) die Nachricht zu überbringen. Lukas, das älteste Kind, tritt Hauke gegenüber sehr aggressiv auf. Da die Mutter nicht mehr lebt, ist er jetzt der Vormund und fühlt sich für die minderjährigen Geschwister Sara und Ruth verantwortlich. Achim Möller, der sich als Freund der Familie vorstellt, bietet seine Unterstützung an. Da Lukas tagsüber arbeitet und Sara zur Schule geht, schlägt Hauke vor, dass Ruth vorübergehend bei Jule wohnt und ein Praktikum in der Tierarztpraxis macht; dem stimmt Lukas zu.
Die Befragungen im Dorf ergeben, dass der Bauer von niemandem gemocht wurde. Er und Möller kennen sich, da sie beide Jäger sind, wie auch Benedikts Sohn Lukas.
Lona Vogt befürchtet einen weiteren Mordversuch und überredet Mehmet Ösker, im Krankenhaus für Bauer Benedikt den Lockvogel zu spielen, indem er sich mit Gesichtsverband in dessen Bett aufhält, während Benedikt in ein anderes Zimmer verlegt wird.
Da es eine alte Familienfehde zwischen den Benedikts und den Jensens gibt, befragt Lona auch Bauer Jensen und dessen ältesten Sohn Lars zu deren Alibis; sie geben vor, fischen gewesen zu sein. Auch Möller, der beim Bauamt arbeitet, wird befragt, kann aber keine Auskünfte über einen möglichen Täter geben.
In der Nacht treffen sich Sara Benedikt und Jensens jüngerer Sohn Kai. Es stellt sich heraus, dass sie eine Liebesbeziehung haben, die sie aber bisher wegen der alten Familienfehde geheim gehalten haben. Unterdessen erfahren Jule und Hauke von Ruth, dass Sara schwanger ist. Sie vermuten, dass Bauer Benedikt seine Tochter missbraucht hat. Lona und Hauke erfahren aber von Sara, dass das Kind von Kai ist; Kai bestätigt das. Er versichert, nicht auf Saras Vater geschossen zu haben.
Ruth besucht im Krankenhaus ihren Vater und zieht das Stromkabel des Beatmungsgeräts aus dem Stecker, um es aber nach kurzer Überlegung wieder anzuschließen. Es stellt sich heraus, dass auch Ruth glaubte, dass ein Missbrauch durch ihren Vater vorlag. Da sie dies auch ihrem Bruder so erzählt hatte, gilt dieser nun als Hauptverdächtiger. Lukas gibt zu, am Tatort gewesen zu sein, um seinen Vater umzubringen; aber er habe nicht geschossen, da jemand anders ihm zuvorkam.
Im Bauamt erfahren Vogt und Jakobs, dass Teile des Ackerlands von Bauer Benedikt, das von Möller vermessen wurde, zu Bauland bestimmt worden ist, was dieser herausgefunden haben muss.
Möller hatte vor kurzem Lukas angeboten, einen Teil der brachliegenden Wiesen über Marktwert zu kaufen, damit die Familie versorgt ist. So soll ihm eine Falle gestellt werden, indem Lukas und Sara das Angebot von Möller annehmen und den Kaufvertrag unterschreiben. Möller kann so getäuscht werden, und Jacobs erreicht durch einen Bluff, dass Möller gesteht. Dieser bedroht Hauke daraufhin mit einem Revolver, wird aber von Lona niedergeschossen und verhaftet.
Zuletzt verlässt Kai den elterlichen Hof, um zu Sara zu ziehen. Bauer Benedikt erliegt seinen schweren Verletzungen. Lona bedankt sich mit einer Umarmung bei Hauke für dessen Hilfe. Dies wird aus sicherer Entfernung von Jule beobachtet; und um weiteren Intimitäten vorzubeugen, ruft sie Hauke an, um ihn zu einem vermeintlichen Notfall in die Praxis zu locken.
Obwohl Lona mit dem aktuellen Fall genug zu tun hat, muss sie sich auch noch um ihren Vater Reimar kümmern. Als ehemaliger BND-Mitarbeiter will er immer noch den ungeklärten Tod seiner Frau auf eigene Faust aufklären und wird in Hamburg angeschossen. Er flüchtet schwer verletzt nach Schwanitz, wo er sich bei seiner Tochter in der Polizeiwache versteckt. LKA-Mitarbeiter befragen Lona und Hauke, entdecken den Vater aber nicht. Hauke operiert daraufhin Reimar Vogt in seiner Praxis. Gemeinsam mit Lona bringt er ihn danach auf sein Boot. Lona redet ihrem Vater tags darauf ins Gewissen, mit seinem privaten Rachefeldzug aufzuhören. Da das LKA ihm auf der Spur ist, flüchtet er. Lona bringt ihn später in ihrem Haus unter, obwohl sie eigentlich verpflichtet ist, dem LKA dies zu melden. Lona, die das Elternhaus verkauft hat, gibt den Erlös ihrem Vater und stellt ihm das Ultimatum, am selben Tag Schwanitz zu verlassen.

## Hintergrund
Nord bei Nordwest – Waidmannsheil wurde vom 3. Mai bis zum 1. Juni 2016 in Travemünde mit der Halbinsel Priwall, auf der Insel Fehmarn sowie in Hamburg und Umgebung gedreht.
Mehmet Ösker, der in jeder Nord bei Nordwest-Episode einer anderen Tätigkeit nachgeht, betätigt sich in dieser Episode als Gebrauchtwagenhändler.

## Rezeption

### Einschaltquote
Die Erstausstrahlung von Nord bei Nordwest – Waidmannsheil am 18. Januar 2018 im Ersten erreichte 6,67 Millionen Zuschauer und einen Marktanteil von 20,2 Prozent.

### Kritik
Rainer Tittelbach von tittelbach.tv meinte: „Autor Schmidt verschweißt Krimi-, Beziehungs- & Komödienelemente zu einer launigen Story und Regisseur Herzogenrath besitzt ein gutes Gespür für die Subtexte des fein agierenden Trios, für die entspannte Erzähltonlage, für die Neben- und selbst noch für die Randfiguren. Der Wechsel zwischen stimmungsvollen Landschaftsbildern & leisen Anflügen von Dramatik geben dem Film einen guten Flow, lassen ihn harmonisch dahin gleiten. Krimi? Komödie? Drama? Egal, einfach eine gute Geschichte.“